# Taça dos Campeões Europeus de Hóquei em Patins de 1988-89
A Taça dos Campeões Europeus de Hóquei em Patins de 1988-89 foi a 24ª edição da Taça dos Campeões.
O CE Noia sagrou-se campeão europeu pela 1.ª vez na história, ao derrotar o Sporting CP na final

## Equipas participantes
| País               | Clube            | Classificação                              |
| ------------------ | ---------------- | ------------------------------------------ |
| Alemanha Ocidental | RSC Darmstadt    | Campeão da Liga Alemã-Ocidental de 1987/88 |
| Bélgica            | Kurink HC        | Wild Card                                  |
| Espanha            | Liceo da Coruña  | Campeão Europeu de 1987/88                 |
| Espanha            | CE Noia          | Campeão da Liga Espanhola de 1987/88       |
| França             | RS Gujan-Mestras | Campeão da Liga Francesa de 1987/88        |
| Itália             | Hockey Novara    | Campeão da Liga Italiana de 1987/88        |
| Portugal           | Sporting CP      | Campeão da Liga Portuguesa de 1987/88      |
| Suíça              | SC Thunerstern   | Campeão da Liga Suíça de 1987/88           |

## Jogos
|  | Quartos-de-final | Quartos-de-final | Quartos-de-final | Quartos-de-final |                 |             | Meias-finais | Meias-finais | Meias-finais |  |             | Final | Final | Final |
|  |                  |                  |                  |                  |                 |             |              |              |              |  |             |       |       |       |
|  | 1                | Sporting CP      | 12               | 9                |                 |             |              |              |              |  |             |       |       |       |
|  | 8                | Kurink HC        | 2                | 3                |                 |             |              |              |              |  |             |       |       |       |
|  | 8                | Kurink HC        | 2                | 3                |                 | Sporting CP | 8            | 6            |              |  |             |       |       |       |
|  |                  |                  |                  |                  |                 | Sporting CP | 8            | 6            |              |  |             |       |       |       |
|  |                  | RSC Darmstadt    | 1                | 3                |                 |             |              |              |              |  |             |       |       |       |
|  | 4                | RSC Darmstadt    | 1                | 3                | Gujan-Mestras   | 0           | 5            |              |              |  |             |       |       |       |
|  | 4                |                  |                  |                  | Gujan-Mestras   | 0           | 5            |              |              |  |             |       |       |       |
|  | 5                | RSC Darmstadt    | 5                | 11               |                 |             |              |              |              |  |             |       |       |       |
|  | 5                | RSC Darmstadt    | 5                | 11               |                 |             |              |              |              |  | Sporting CP | 4     | 1     |       |
|  |                  |                  |                  |                  |                 |             |              |              |              |  | Sporting CP | 4     | 1     |       |
|  |                  | CE Noia          | 7                | 3                |                 |             |              |              |              |  |             |       |       |       |
|  | 3                | CE Noia          | 7                | 3                | Liceo da Coruña | 1           | 3            |              |              |  |             |       |       |       |
|  | 3                |                  |                  |                  | Liceo da Coruña | 1           | 3            |              |              |  |             |       |       |       |
|  | 6                | CE Noia          | 7                | 11               |                 |             |              |              |              |  |             |       |       |       |
|  | 6                | CE Noia          | 7                | 11               |                 | CE Noia     | 5            | 4            |              |  |             |       |       |       |
|  |                  |                  |                  |                  |                 | CE Noia     | 5            | 4            |              |  |             |       |       |       |
|  |                  | Hockey Novara    | 4                | 4                |                 |             |              |              |              |  |             |       |       |       |
|  | 2                | Hockey Novara    | 4                | 4                | SC Thunerstern  | 3           | 5            |              |              |  |             |       |       |       |
|  | 2                |                  |                  |                  | SC Thunerstern  | 3           | 5            |              |              |  |             |       |       |       |
|  | 7                | Hockey Novara    | 4                | 13               |                 |             |              |              |              |  |             |       |       |       |
|  | 7                | Hockey Novara    | 4                | 13               |                 |             |              |              |              |  |             |       |       |       |

### Quartos-de-final
| Equipa 1        | Total | Equipa 2      | 1.ª Mão | 2.ª Mão |
| --------------- | ----- | ------------- | ------- | ------- |
| Sporting CP     | 21-5  | Kurink HC     | 12-2    | 9-3     |
| Gujan-Mestras   | 5-16  | RSC Darmstadt | 0-5     | 5-11    |
| Liceo da Coruña | 4-18  | CE Noia       | 1-7     | 3-11    |
| SC Thunerstern  | 8-17  | Hockey Novara | 3-4     | 5-13    |

### Meias-finais
| Equipa 1    | Total | Equipa 2      | 1.ª Mão | 2.ª Mão |
| ----------- | ----- | ------------- | ------- | ------- |
| Sporting CP | 14-4  | RSC Darmstadt | 8-1     | 6-3     |
| CE Noia     | 9-8   | Hockey Novara | 5-4     | 4-4     |

### Final
| Equipa 1    | Total | Equipa 2 | 1.ª Mão | 2.ª Mão |
| ----------- | ----- | -------- | ------- | ------- |
| Sporting CP | 5-10  | CE Noia  | 4-7     | 1-3     |

| Campeão Europeu 1988-89 |
| ----------------------- |
|                         |
| CE NOIA (1.º título)    |

### Internacional
- Ligações para todos os sítios de hóquei
- Mundook- Sítio com notícias de todo o mundo do hóquei
- Hoqueipatins.com - Sítio com todos os resultados de Hóquei em Patins